# René Werneer
 (mars 2023).
René Werneer est un violoniste français de formation classique né en 1949. Il est surtout connu pour avoir participé dans la première moitié des années 1970 à la première formation d'Alan Stivell qui fut à l'origine du renouveau de la musique celtique.
Il a joué à nouveau avec le harpiste breton (pour la première fois en plus de 35 ans) à l'occasion du concert exceptionnel donné le 16 février 2012 à l'Olympia de Paris en célébration du 40e anniversaire du concert mythique donné le 28 février 1972 dans cette même salle (dont l'enregistrement a constitué le véritable déclencheur de la carrière internationale d'Alan Stivell)

## Biographie
Cette section est promotionnelle ou publicitaire (mars 2023). Considérez son contenu avec précaution et/ou discutez-en.

### Années 1970, 1980 et 1990

#### 1971-1972: duo avec Gabriel Yacoub
D'origine lilloise, René Werneer découvre le folk aux côtés de Gabriel Yacoub,, futur leader du groupe Malicorne. En 1971, il tourne en duo avec lui. Leur répertoire se compose de ballades et de chansons anglaises ainsi que d'airs irlandais. Après quelques escapades en pays anglo-saxons, tous deux participent à l'organisation des premiers folk-clubs et festivals français.

#### 1971-1975: rencontre avec Alan Stivell et collaboration de quatre années
René se spécialise très tôt dans le violon. Il apprend sur le terrain, en écoutant les uns et les autres, passe quelques séjours formateurs en Grande-Bretagne et apparaît rapidement comme l'un des meilleurs violonistes du folk. Ce n'est donc pas un hasard s'il est enrôlé fin 1971 dans la toute première formation d'Alan Stivell, au même titre, d'ailleurs, que son compagnon de route Gabriel, formation où s'illustrera également le guitariste Dan Ar Braz).
Sa contribution à l’élaboration inédite d’un folk rock celtique assied sa réputation de violoniste hors pair.
Avec le harpiste breton, il enregistre deux albums déterminants : A l'Olympia (1972) et Chemins de Terre (1973) à l'origine du renouveau de la musique celtique en France.
René Werneer se produira à nouveau en duo avec Gabriel Yacoub le 13 août 1972 au 1er Festival pop celtique de Kertalg à Moëlan-sur-Mer, festival auquel participe également Alan.
Sa renommée dépasse les frontières hexagonales, à tel point que le groupe irlandais Planxty sollicite son concours et que divers journalistes spécialisés de Montréal, Londres, Paris, le placent au niveau des meilleurs violonistes mondiaux. « Werneer a joué un rôle essentiel dans le mouvement folk et n'est peut-être pas tout à fait étranger au surprenant engouement qui se produisit en France vers 1973 pour le violon. » nous dit Rock & Folk en 1978.

#### 1975-1976: formation du groupe YS
Alan Stivell s'orientant vers d'autres projets après la tournée immortalisée par le live E Dulenn, qui deviendra la dernière contribution de René à la discographie du harpiste breton, René quitte la formation du barde breton en décembre 1975 pour former le groupe YS dont le répertoire oscille entre traditionnel breton, irlandais et français, en compagnie de personnalités incontournables de la scène musicale de l'époque : Michel Santangeli (chant, batterie, percussions), Pascal Stive (chant, claviers), Jacky "Blet" Thomas (chant, basse) (tous trois ayant débuté aux côtés de Stivell) et Pierre Chérèze (guitares). Avec Jacques Wiederker (violoncelle), Gabriel Yacoub (guitare acoustique) et Jacques Higelin (accordéon) viendront même apporter leur concours.
L'unique album de la formation, Madame La Frontière, sort l'année suivante chez Philips. Ce microsillon apparaît comme franchement avant-gardiste sur la scène folk française. Plus rock que folk, il ne conserve du traditionnel que l'inspiration mélodique et les bases rythmiques. À grand renfort de guitares électriques à grosses distorsions et d'une batterie dont la présence ne passe pas inaperçue (ce qui n'a rien d'étonnant lorsqu’on sait qui est le batteur), les musiciens d'Ys se déchaînent, sans souci de choquer les ardents défenseurs d’un folk acoustique. L'expérience est enthousiasmante, pourtant, René n'est pas satisfait : il souhaite abandonner la musique celte pour se consacrer à l'exploration d'un répertoire purement français.

#### 1976-1977: participation à l'«aventure» Malicorne
En désaccord avec les autres membres du groupe, il quitte YS qui devient Keris et rejoint Malicorne sur scène en septembre 1976 en remplacement de Laurent Vercambre. L’expérience dure à peine un an jusqu'au printemps 1977.

#### 1977-1981: les albums solos
En mai 1977, il poursuit son chemin, embarquant au passage le violoniste Claude Alvarez-Pereyre (qui a été l'arrangeur, le compositeur et l'accompagnateur de François Béranger). Trois musiciens nantais, Jean Chevalier (batterie), Claude Le Péron (basse) (que l'on retrouvera plus tard avec... Jean-Jacques Goldman !) et Jean-Luc Chevalier (guitares, basse) Magma (1977-1983), (que l'on retrouvera plus tard avec Tri Yann)  qui composaient depuis plusieurs années (1970-1977) le groupe Zig-Zag, d'inspiration jazz rock, ainsi que le multi-instrumentiste anglais Brian Gulland (basson, cromornes, flute à bec) (qui jouera par la suite avec Malicorne puis avec Gabriel Yacoub) rejoignent le duo : « L'Habit de Plumes » est né.
En 1977, la formation sort un album intitulé L'Habit de Plumes sous le nom de René Werneer. Enregistré en Angleterre (à Londres) pendant l'été 1977 avec Jerry Boys, ingénieur du son des premiers albums de Steeleye Span, le microsillon, d'excellente qualité, allie les influences les plus variées : folk, pop, rock, musique traditionnelle et médiévale, se côtoient pour le plus grand bonheur de l'auditeur. Il s'agit certainement de l'un des meilleurs disques de folk français. Les morceaux, d’origine traditionnelle ont été remaniés avec beaucoup de talent. Orgues en tout genres, mystiques ou cléricaux, effets psychédéliques dignes d'un bon vieux Genesis, décharges électriques à la Malicorne, mais aussi quatuors à cordes, violons irlandais ou airs d'inspiration Renaissance joués au cromorne. Les instruments et les genres se mélangent à merveille. L'Habit de Plumes ne tombe ni dans la cacophonie, ni dans la surcharge. L'enregistrement très soigné alterne les passages électriques et acoustiques, classiques et Renaissance sans jamais altérer la beauté du chant de René. De surcroît, le choix du répertoire, issu du Québec, du pays nantais, du Poitou et d’autres provinces françaises est excellent. S'il ne donne pas toujours dans l'originalité, il relève irrémédiablement du domaine poético-lyrique traditionnel.
René Werneer & L'Habit de Plumes jouent le 21 juillet 1978 en tête d'affiche du Nyon Folk Festival,.
Un second album de l'Habit de Plumes (Écoutez tous pauvres et riches) verra le jour l'année suivante, dans le même esprit.
En 1981, René sortira encore un album en duo avec Claude Alvarez-Pereyre, consacré au violon, intitulé Musiques Traditionnelles Et Savantes Pour Les Violons.

#### 1980-1990: présence scénique & collaborations diverses
Il revient à la musique irlandaise – et plus particulièrement dans le répertoire de Michael Coleman – en se produisant au début des années 1980 dans plusieurs concerts et festivals accompagné à la guitare par Alem Alquier (qu'on retrouvera plus tard en duo avec Paddy Le Mercier). En 1980, il tient le violon sur l'album La Déboussole de Catherine Ribeiro, signant également un titre (Voyage au fond de l'amour).
Il participera également en 1990 à l'album Bel de son ami Gabriel Yacoub avec son quatuor à cordes La Réjouissance française comprenant, outre lui-même au violon, François Cosic au violon, Philippe Hoclet à l'alto & Dominique Puchard au violoncelle (et signera les arrangements de deux titres : Bon an mal an & Je serai ta lune) avant de quitter la scène et de se consacrer uniquement à l'enseignement..

### Années 2010
Le 16 février 2012, René Werneer participe en invité spécial au concert exceptionnel donné par Alan Stivell à l'Olympia en compagnie du guitariste breton Dan Ar Braz (également ancien membre de la formation de Stivell), de la chanteuse bretonne Nolwenn Leroy et du bagad breton Quic-en-Groigne de Saint-Malo.

## Discographie

### Albums avecAlan Stivell
- 1972 : À l'Olympia (Olympia Concert) (album live comprenant exclusivement des titres inédits jamais édités auparavant en version studio)
- 1973 : Chemins de Terre (album studio)
- 1974 : E Langonned (À Langonnet) (album studio - René participe à un seul titre, celui qui ouvre l'album : 'E Parrez Langonned')
- 1975 : E Dulenn (Live In Dublin) (album live comprenant exclusivement des titres inédits jamais édités auparavant en version studio)

### Albums au sein de YS
- 1976 : Madame La Frontière[3] (Philips 9 101 056)

### Albums solo
- 1977 : Habit de plumes[4] (Philips 9 101 162)
- 1978 : Écoutez tous pauvres et riches (sous le nom "René Werneer/L'Habit de Plumes") (Philips 9 101 192)
- 1981 : Musiques Traditionnelles Et Savantes Pour Les Violons[7] (Carrère 651 67786)

### Contributions
- 1973 Kertalg 1973[9] (Barclay CPF 920 452 - 2 LP, France) : album collectif regroupant les enregistrements de quelques titres live interprétés par divers artistes lors de l'édition 1973 du festival de Kertalg dont 3 titres live inédits (tous traditionnels) de René Werneer : "Planxty Irvine / The Ash Plant (reels) (2.45)", "Reel" (1.50), "Gavotte des Montagnes" (2.15)